# Låstrup
Låstrup er en lille landsby i Midtjylland med 202 indbyggere i byområdet (2011). Låstrup er beliggende i Låstrup Sogn i bunden af Simested Ådal. Placeringen i ådalens læ, har givet landsbyen sit stednavn. Låstrup ligger i Viborg Kommune og hører til Region Midtjylland.

## I landsbyen
Erhvervslivet begrænser sig til landbrug, småhåndværkere, stutteri, og et savværk. I landsbyen er der desuden forsamlingshus, kirke, kursusværested og Borup Idrætsforening.
Nærmeste handelsby er Skals, der ligger 3 kilometer syd for Låstrup. Her går byens børn også i skole. Der er gode offentlige busforbindelser med linje 761 (skolebussen) til og fra Skals og med linje 67 mellem Viborg og Farsø.
Tidligere lå landsbyen i Rinds Herred.